# 巴里大学
巴里大学（義大利語：Università degli Studi di Bari Aldo Moro），为意大利巴里市的一所公立大学，成立于1925年。在校生达40000人。

## 设置
巴里大学共有13个院系：
- 农学系
- 人文与哲学系
- 生物技术系
- 传播学系
- 经济学系
- 教育系
- 外国语言文学系
- 法律系
- 数理系
- 医护系
- 药学系
- 政治学系
- 兽医学系

## 知名校友
- 阿尔多·莫罗（義大利語：Aldo Moro，1916－1978）意大利前總理，曾任歐洲理事會主席。